# Cañaveral de León
Cañaveral de León è un comune spagnolo di 481 abitanti situato nella comunità autonoma dell'Andalusia.

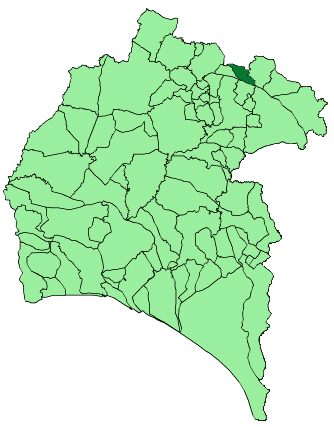
Mappa del comune nella provincia